# Bio Austria
BIO AUSTRIA – Verein zur Förderung des Biologischen Landbaus ist eine Organisation österreichischer Biobauern.

## Organisation und Vereinsziele
Dem Verband gehören etwa 13.500 Mitglieder und 360 Kooperationsbetriebe an. Rund 100 Mitarbeiter arbeiten auf Landes- oder Bundesebene, 14 Mitglieder bilden den Vorstand. Büro-Standorte bestehen in Wien und Linz. Die Bio Austria vertritt etwa 60 % der 21.000 Biobauern Österreichs mit einem Gesamtumsatz von etwa 300 Mio. € und ist damit einer der größten Bio-Verbände der EU.
Der Verband hat auch Landesverbände, so den Bio Ernte Steiermark.
Die Biobauern haben sich in ihrem Zusammenschluss zu fünf Werten bezüglich ihrer Produkte verpflichtet: Ökologie, Würde der Tiere, Forschung und Innovation, faire Preise und „bio-bäuerliche Lebensmittelkultur“. Das Ziel von Bio Austria ist nach eigenen Angaben die nachhaltige Entwicklung der ökologischen Landwirtschaft sowie die Sicherung der Absatzmärkte für Bio-Lebensmittel. Außerdem betreibt sie entsprechende Öffentlichkeitsarbeit und Lobbyarbeit.
Der Verband definiert eigene Richtlinien, die über die Anforderungen der Europäischen Union hinausgehen. Produkte, die diesen Richtlinien entsprechen, können mit einem Bio-Siegel des Verbandes, dem Bio Austria Logo, gekennzeichnet werden.

## Geschichte
Entstanden ist Bio Austria im Januar 2005 (Bio Enquete 2002) aus dem Bio Ernte Austria-Bundesverband und den zwei vorherigen Dachverbänden Arge Biolandbau und ÖIG Österreichische Interessensgemeinschaft für Biolandbau. Beigetreten sind damit die Verbände:
- Demeter Österreich (gegr. 1969)
- ORBI – Förderungsgemeinschaft für gesundes Bauerntum (gegr. 1959)[5]
- Biolandwirtschaft Ennstal (gegr. 1989)[6]
- Biologische Ackerfrüchte Österreich (BAF, Nieder-/Oberösterreich, gegr. 1986)[7]
- Freiland[8] (Tierhalter, gegr. 1987, 2008 wieder ausgetreten[9])
- Hofmarke
- Erde & Saat (Mühlviertel, gegr. 1988)[10]
- DINATUR – Verein für fortschrittliche kontrolliert biologische Landwirtschaft
- KOPRA – Konsumenten-Produzenten-Arbeitsgemeinschaft (vorarlberigsch, gegr. 1991)[7]
- Organisch-biologischer Landbau Weinviertel
- Ökowirte Infoservice
- Arche Noah (Pflanzenzuchtnetzwerk, gegr. 1990)

sowie die 5000 Codexbauern (unorganisierte Biobauern auf Selbstverpflichtungsbasis). 1994 hatten sich von der ARGE-Biolandbau jene Verbände abgespalten, die ihren Fokus auf Ökologischen Landbau setzten.

## Publikationen
- BIO AUSTRIA – Die Fachzeitschrift für Landwirtschaft und Ökologie. zweimonatl. Auflage. Linz (Archiv – Zugriff perm.).

## Sonstiges
- Nicht zu verwechseln ist es mit Austria Bio, die ebenfalls Gütesiegel ausstellt.[15]
- In Deutschland gibt es einen namensgleichen „Verein zur Förderung des biologischen Landbaus“ in Witzenhausen.